# Arne Westgren

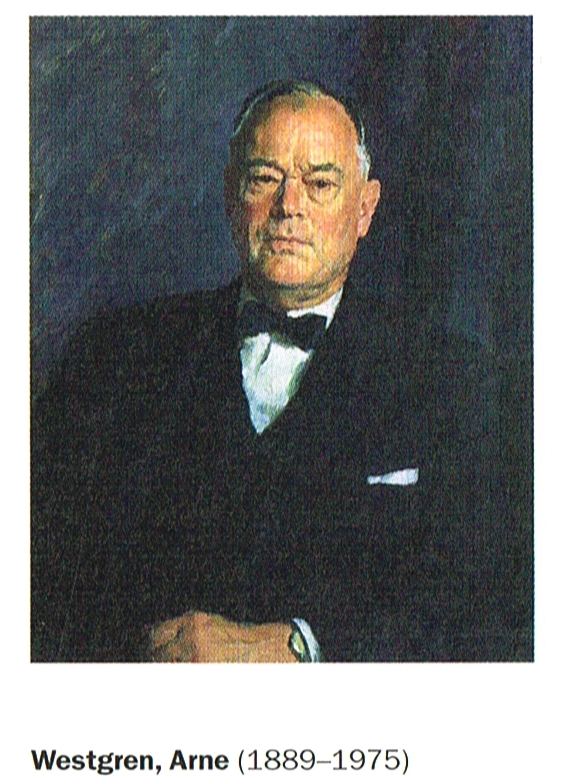

Arne Frederic Westgren (* 11. Juli 1889 in Årjäng; † 7. März 1975 in Stockholm) war ein schwedischer Chemiker.
Er studierte ab 1907 an der Universität Uppsala Chemie und wurde 1915 promoviert. Als Post-Doktorand war er ein Jahr in Göttingen und ab 1917 Privatdozent für Physikalische Chemie in Uppsala. 1919 bis 1921 arbeitete er als Metallograf in einer Kugellagerfabrik in Stockholm und wurde 1921 Privatdozent für Metallografie an der Universität Stockholm, an der er 1927 Professor für Allgemeine und Anorganische Chemie wurde.
Er befasste sich mit Kolloidchemie, wobei er die Westgren-Kammer erfand (eine Küvette zum Beobachten unter dem Ultramikroskop) und mit Metallografie. Er untersuchte Metallstrukturen mit Röntgenstrahlen, erkannte die kubisch-flächenzentrierte Struktur von Austenit, fand Messing-Strukturen in Kupfer-Aluminium-Legierungen und in anderen Legierungen, was die Theorie der Hume-Rothery-Phasen bestätigte.
1926 bis 1965 war er im Nobelkomitee für Physik und Chemie. 1959 bis 1972 war er ständiger Sekretär der Königlich Schwedischen Akademie der Wissenschaften. 1951 wurde er als korrespondierendes Mitglied in die Académie des sciences aufgenommen.
Im Jahr 1936 erhielt Arne Westgren die Wilhelm-Exner-Medaille.